# Secretaria d'Estat de l'Espanya Global
La secretaria d'Estat de l'Espanya Global fou una secretaria d'Estat depenent del Ministeri d'Afers Exteriors, Unió Europea i Cooperació d'Espanya dirigida a adoptar les mesures per a la millora de la imatge exterior d'Espanya, així com de la planificació, i l'impuls, coordinació i seguiment de l'acció exterior espanyola, pública i privada, en els àmbits econòmic, cultural, social, científic i tecnològic, encaminada a la promoció d'aquesta imatge.
Assumí les competències de l'Alt Comissionat del Govern per la Marca Espanya i la seva oficina.

## Funcions
A part de les funcions prèviament assenyalades, en concret s'encarregava de:
- La promoció de mesures per millorar la imatge exterior d'Espanya així com la coordinació de totes les administracions, òrgans, organismes i entitats concernides i participants en l'execució de les actuacions per a la promoció de la imatge exterior d'Espanya.
- L'impuls de la planificació de l'acció exterior dels òrgans de les Administracions Públiques i organismes d'elles dependents, a través dels plans anuals d'actuació exterior, i la coordinació i el seguiment de la seva execució i, a aquest efecte, elaborar la proposta dels plans anuals d'acció exterior per a la promoció global d'Espanya, que s'elaboraran amb les aportacions que realitzin els departaments ministerials i els seus organismes públics amb competències en aquest àmbit.
- La promoció de la participació en la planificació i execució de la acció exterior de quants organismes públics i entitats públiques i privades gestionin activitats de promoció internacional, la valoració i, si escau, el suport a les seves iniciatives, i l'impuls d'accions conjuntes de col·laboració públic-privada en aquest àmbit. Per a això promourà la celebració i formalització dels convenis que calguin en l'àmbit de les seves competències.
- El desenvolupament d'una eina d'informació periòdica per conèixer i mesurar la percepció sobre Espanya, i construir un sistema d'indicadors objectius, per dades de mesurament extern, que permetin el seu seguiment.
- L'elaboració d'informes periòdics sobre les activitats desenvolupades i els resultats obtinguts.
- La convocatòria i presidència de les reunions dels grups de treball que puguin constituir-se per dur a terme quantes actuacions resultin necessàries.
- L'estudi i canalització de les iniciatives que formulin els òrgans de l'Administració General de l'Estat, els organismes públics d'ella dependents, així com qualssevol entitats, organitzacions sectorials i associacions o fundacions públiques o privades.
- Totes les altres funcions relacionades directament o indirecta amb les anteriors que siguin necessàries per al compliment de les seves finalitats i quantes unes altres se li encomanin.

## Òrgans
De la Secretaria d'Estat de l'Espanya Global depenien:
- L'Oficina de l'Espanya Global, amb rang de Direcció general.
- El Gabinet de la Secretaria d'Estat.

### Oficina de l'Espanya Global
L'Oficina de l'Espanya Global fou un òrgan amb nivell de direcció general que depèn de la Secretaria d'Estat de l'Espanya Global i que tingué com a competències elaborar la proposta dels plans anuals d'acció exterior per a la promoció de l'Espanya Global, que s'elaboraren amb les aportacions que realitzaven els departaments ministerials i els seus organismes públics amb competències en aquest àmbit; prepararen els convenis que es requerissin en l'àmbit de les competències de la Secretaria d'Estat; desenvolupar una eina d'informació periòdica per conèixer i mesurar la percepció sobre Espanya, i construir un sistema d'indicadors objectius, per dades de mesurament extern, que permetin el seu seguiment; elaborar informes periòdics sobre les activitats desenvolupades i els resultats obtinguts, així com estudiar i canalitzar les iniciatives que formulin els òrgans de l'Administració General de l'Estat, els organismes públics d'ella dependents, així com qualssevol entitats, organitzacions sectorials i associacions o fundacions públiques o privades.
Per dur a terme les seves funcions, tingué com a òrgan de suport a la Subdirecció General per a la promoció de l'Espanya Global.
Des del 3 de novembre de 2018, el Director General de l'Oficina fou Joaquín María de Arístegui Laborce.

## Història
Amb el canvi de Govern en 2018, i després de nombroses crítiques cap a l'Alt Comissionat del Govern per la Marca Espanya a causa de la seva falta de regulació, control i pressupost, el nou govern va decidir modificar aquest organisme, donant-li un pressupost que el mateix Alt Comissionat ja havia sol·licitat però que li havia estat negat.
Ja al juny de 2018 el nou ministre d'Exteriors, Josep Borrell va sospesar la seva supressió, tanmateix, a finals de setembre es va anunciar que aquest no seria el cas i que es reformaria l'organisme dotant-li d'un pressupost propi i orientat a «presentar a Espanya com el que és, una 'full democracy'», en clara referència a la deterioració de la imatge d'Espanya a causa del procés independentista català.
Ja a l'octubre es va presentar el projecte del que seria la seva modificació, desapareixent l'Alt Comissionat i l'Oficina de l'Alt Comissionat i passant a ser una veritable secretaria d'Estat integrada plenament en el Ministeri d'Afers Exteriors, i es va crear el 9 d'aquest mes.
El 21 de setembre de 2021 s'anunciaria el tancament d'España Global després d'un procés de reestructuració l'estiu anterior dut a terme pel ministre José Manuel Albares reestructurant l'organigrama d'Afers Exteriors.

## Secretaris d'Estat
Aquesta secretaria d'Estat va ser creada 2018 en substitució de l'Alt Comissionat del Govern per la Marca Espanya i la seva Oficina, que el seu únic titular va ser Carlos Espinosa de los Monteros y Bernaldo de Quirós i tenia rang de secretaria d'Estat.
Des de la seva creació, la seva única titular havia estat Irene Lozano Domingo des del 13 d'octubre de 2018. Però el 28 de gener de 2020 Irene Lozano seria cessada a proposta de la Ministra d'Assumptes Exteriors, Unió Europea i Cooperació, i prèvia deliberació del Consell de Ministres. En lloc seu seria nomenat Manuel Muñiz Villa.